# هیدروکسی‌متیل‌فورفورال
هیدروکسی‌متیل‌فورفورال (به انگلیسی: Hydroxymethylfurfural) با فرمول شیمیایی C۶H۶O۳ یک ترکیب شیمیایی است. که جرم مولی آن ۱۲۶٫۱۱ g/mol می‌باشد.  هیدروکسی متیل فورفورال را می توان ازقندها تولید کرد .این ماده از رطوبت زدایی فروکتوز به دست  می آید .

## مضرات
در خصوص خطرات و سرطان‌زا بودن این ماده یافته‌های متناقضی توسط محققان بیان شده است، اما برسی‌ها نشان داده که مقدار زیاد این ماده می تواند بر روی کلیه‌ها, چشم‌ها, مثانه و کبد می‌تواند اثرات بدی داشته باشد.
همچنین مقدار کم این ماده تاثیری بر سلامتی انسان نداشته و جای نگرانی وجود ندارد.
طبق استاندارد های جهانی مقدار این ماده نباید از 40 میلی‌گرم در کیلوگرم تجاوز کند.